# Elecciones municipales de Cajamarca de 1998
Las elecciones municipales de Cajamarca de 1998 se llevaron a cabo el 11 de octubre de 1998 para elegir al alcalde y al Concejo Provincial del Cajamarca para el periodo 1999-2002. La elección se celebró simultáneamente con elecciones municipales en todo el país.

## Sistema electoral
La Municipalidad Provincial de Cajamarca es el órgano administrativo y de gobierno de la provincia de Cajamarca. Está compuesta por el alcalde y el Concejo Provincial.
La votación del alcalde y el concejo se realiza en base al sufragio universal, que comprende a todos los ciudadanos nacionales mayores de dieciocho años, empadronados y residentes en la provincia de Cajamarca y en pleno goce de sus derechos políticos, así como a los ciudadanos no nacionales residentes y empadronados en la provincia de Cajamarca.
El Concejo Provincial de Cajamarca está compuesto por 11 regidores elegidos por sufragio directo para un período de cuatro (4) años, en forma conjunta con la elección del alcalde (quien lo preside). La votación es por lista cerrada y bloqueada. Para que una lista sea proclamada ganadora debe obtener más del 20% de los votos válidos; en caso ninguna lista logre ese porcentaje, los dos listas más votadas participan en una segunda vuelta o balotaje. Se asigna a la lista ganadora los escaños según el método d'Hondt o la mitad más uno, lo que más le favorezca.

## Composición del Concejo Provincial de Cajamarca
La siguiente tabla muestra la composición del Concejo Provincial de Cajamarca antes de las elecciones.
| Partidos | Partidos                                                    | Regidores |
| -------- | ----------------------------------------------------------- | --------- |
|          | Lista Independiente N° 5 Frente Independiente Renovador     | 10        |
|          | Lista Independiente N° 3 Movimiento Independiente Cajamarca | 9         |

## Partidos y candidatos
A continuación se muestra una lista de los principales partidos y alianzas electorales que participaron en las elecciones:
| Candidatura | Candidatura | Partidos y alianzas                                                   | Candidatos | Candidatos              | Ideología                                     | Resultado previo | Resultado previo | Ref. |
| Candidatura | Candidatura | Partidos y alianzas                                                   | Candidatos | Candidatos              | Ideología                                     | Votos (%)        | Reg.             | Ref. |
| ----------- | ----------- | --------------------------------------------------------------------- | ---------- | ----------------------- | --------------------------------------------- | ---------------- | ---------------- | ---- |
|             | AP          | Lista - Acción Popular (AP)                                           |            | Mario Tejada Cieza      | Humanismo Nacionalismo cívico Reformismo      | 4.17%            | 0                |      |
|             | APRA        | Lista - Partido Aprista Peruano (APRA)                                |            | Víctor Noriega Toledo   | Aprismo                                       | Nuevo            | Nuevo            |      |
|             | UPP         | Lista - Unión por el Perú (UPP)                                       |            | Héctor Miranda Tejada   | Socioliberalismo Progresismo Socialdemocracia | Nuevo            | Nuevo            |      |
|             | VV          | Lista - Movimiento Independiente Vamos Vecino (VV)                    |            | Francisco Arroyo Cobián | Fujimorismo                                   | Nuevo            | Nuevo            |      |
|             | SP          | Lista - Movimiento Independiente Somos Perú (SP)                      |            | Gustavo Rosell Bringas  | Democracia cristiana Conservadurismo social   | Nuevo            | Nuevo            |      |
|             | IND         | Lista - Lista Independiente Frente Independiente Regional Juntos Perú |            | Jorge Hoyos Rubio       | Localismo cajamarquino                        | Nuevo            | Nuevo            |      |
|             | IND         | Lista - Lista Independiente Alternativa Cajamarca                     |            | Wilfredo Poma Rojas     | Localismo cajamarquino                        | Nuevo            | Nuevo            |      |
|             | IND         | Lista - Lista Independiente Para la Sociedad, el Orden y la Legalidad |            | César Zamora Vento      | Localismo cajamarquino                        | Nuevo            | Nuevo            |      |

## Resultados

### Sumario general
|                        |                                                               |              |              |              |           |           |
| Partidos y coaliciones | Partidos y coaliciones                                        | Voto popular | Voto popular | Voto popular | Regidores | Regidores |
| Partidos y coaliciones | Partidos y coaliciones                                        | Votos        | %            | ±pp          | Total     | +/−       |
|                        | Lista Independiente Frente Independiente Regional Juntos Perú | 32,292       | 35.48        | n/a          | 7         | +7        |
|                        | Movimiento Independiente Vamos Vecino (VV)                    | 28,611       | 31.44        | Nuevo        | 3         | +3        |
|                        | Lista Independiente Alternativa Cajamarca                     | 11,665       | 12.82        | n/a          | 1         | +1        |
|                        | Unión por el Perú (UPP)                                       | 6,027        | 6.62         | Nuevo        | 0         | ±0        |
|                        | Partido Aprista Peruano (APRA)                                | 5,531        | 6.08         | n/a          | 0         | ±0        |
|                        | Movimiento Independiente Somos Perú (SP)                      | 3,104        | 3.41         | Nuevo        | 0         | ±0        |
|                        | Lista Independiente Para la Sociedad, el Orden y la Legalidad | 2,045        | 2.21         | n/a          | 0         | ±0        |
|                        | Acción Popular (AP)                                           | 1,733        | 1.90         | –2.27        | 0         | ±0        |
|                        |                                                               |              |              |              |           |           |
| Total                  | Total                                                         | 91,008       |              |              | 11        | –8        |
|                        |                                                               |              |              |              |           |           |
| Votos válidos          | Votos válidos                                                 | 91,008       | 87.39        | +16.58       |           |           |
| Votos en blanco        | Votos en blanco                                               | 4,736        | 4.55         | –10.12       |           |           |
| Votos nulos            | Votos nulos                                                   | 8,401        | 8.07         | –6.45        |           |           |
| Votos emitidos         | Votos emitidos                                                | 104,145      | 82.02        | +9.38        |           |           |
| Abstenciones           | Abstenciones                                                  | 22,828       | 17.98        | –9.38        |           |           |
| Votantes registrados   | Votantes registrados                                          | 126,973      |              |              |           |           |
|                        |                                                               |              |              |              |           |           |
| Fuente:                |                                                               |              |              |              |           |           |

## Elecciones municipales distritales

### Resultados por distrito
La siguiente tabla enumera el control de los distritos de la provincia de Cajamarca. El cambio de mando de una organización política se resalta del color de ese partido.
| Distrito           | Alcalde(sa) titular      | Partido político | Partido político          | Alcalde(sa) electo(a)   | Partido político | Partido político              |
| ------------------ | ------------------------ | ---------------- | ------------------------- | ----------------------- | ---------------- | ----------------------------- |
| Asunción           | Rolando Sánchez Novoa    |                  | Lista Independiente N° 5  | Cecilio Pizan Estrada   |                  | Unión por el Perú             |
| Chetilla           | Jaime Mendoza Alaya      |                  | Lista Independiente N° 5  | Antonio Soto Fructuoso  |                  | Vamos Vecino                  |
| Cospán             | Luciano Mendez Alcántara |                  | Lista Independiente N° 5  | Próspero Gutiérrez Ruiz |                  | Vamos Vecino                  |
| Encañada           | Manuel Vásquez Salazar   |                  | Lista Independiente N° 11 | Manuel Vásquez Salazar  |                  | Vamos Vecino                  |
| Jesús              | Alejandro Agüero Torres  |                  | Lista Independiente N° 35 | Alejandro Agüero Torres |                  | Vamos Vecino                  |
| Llacanora          | Glicerio Gallardo Villa  |                  | Lista Independiente N° 5  | Glicerio Gallardo Villa |                  | Frente Independiente Regional |
| Los Baños del Inca | Alfredo León Obando      |                  | Lista Independiente N° 5  | Santos Dávila Silva     |                  | Vamos Vecino                  |
| Magdalena          | Luis Plasencia Pretel    |                  | Lista Independiente N° 45 | Julia Salas Berrospi    |                  | Vamos Vecino                  |
| Matara             | Antonio Chávez Cabrera   |                  | Lista Independiente N° 25 | Segundo Vásquez Mejía   |                  | Vamos Vecino                  |
| Namora             | Jacinto Cabrera Urteaga  |                  | Lista Independiente N° 5  | Luis Incio Cabrera      |                  | Vamos Vecino                  |
| San Juan           | Juan Linares Castillo    |                  | Acción Popular            | Juan Correa Sáenz       |                  | Partido Aprista Peruano       |